# Gliese 424
Gliese 424 is een rode dwerg met een spectraalklasse van M2.V. De ster bevindt zich 29,59 lichtjaar van de zon.